# Nieuwpoort (Lokeren)
Nieuwpoort is een gehucht in de Belgische stad Lokeren. Het gehucht kan gezien worden als het oostelijk deel van het dorpscentrum van Zeveneken, een deelgemeente van Lochristi.

## Geschiedenis
Nieuwpoort was oorspronkelijk geen deel van de stad Lokeren, maar maakte deel uit van de voormalige gemeente Zeveneken. Het grondgebied behoorde tot de cisterciënzinnenabdij Onze-Lieve-Vrouw ten Bos, inclusief het dorp Oudenbos. In 1246 verhuisde de abdij naar Heusden. In de 17e eeuw verkocht de abdij het grondgebied aan Lokeren, waardoor de dorpskern van Zeveneken in tweeën werd gesplitst tussen de twee gemeenten. Het gedeelte dat bij Lokeren kwam te liggen, stond later bekend als "Nieupoorte". Latere benamingen voor het gehucht waren "Nieuwpoorte" en "Nieupoort". Het bestuur van de voormalige gemeente Zeveneken heeft in de loop der tijd meerdere pogingen ondernomen om het grondgebied terug te krijgen.

## Ligging
Nieuwpoort bevindt zich in het westen van Lokeren en is direct verbonden met de dorpskern van Zeveneken aan de N70.

Deelgemeenten: Daknam · Eksaarde · Lokeren · Moerbeke

Dorpen: Doorslaar · Heiende · Koewacht · Kruisstraat · Oudenbos

Gehuchten: Brandbezen · Bautschoot · Briel · Calaigne · Caudenborm · De Katte · Den Oever · Duivekeet · Eksaardedam · Everslaar · Fortuine · Ganzendries · Lammeken · Heydensveer · Hillare · Hul · Keerken · Keersmakers · Molenhoek · Molsbergen · Naastveld ·  Nieuwpoort · Oosteindeke · Pereboom · Rijssel · Rode Sluis · Scheepken · Staakte · Stenenbrug · Terwest · Turfakkers · Veldeken · Vogelzang · Vossel · Werkstede · Westhoek · Zeveneekskens · Zwarte Sluis

Wijken: Bergendries · Bokslaar · Bloemenwijk · De Kop · Flamigantenwijk · Ledehof · Heirbrug · Lokeren-Zuid · Puttenen · Rozen · Schrijverswijk · Spoele · Stationswijk · Vogelkwijk

Buurten: Kouter · Oude Brug · 't Zand

Belgische gemeenten · Arrondissement Sint-Niklaas · Oost-Vlaanderen · Vlaanderen